# Urbanismo en México

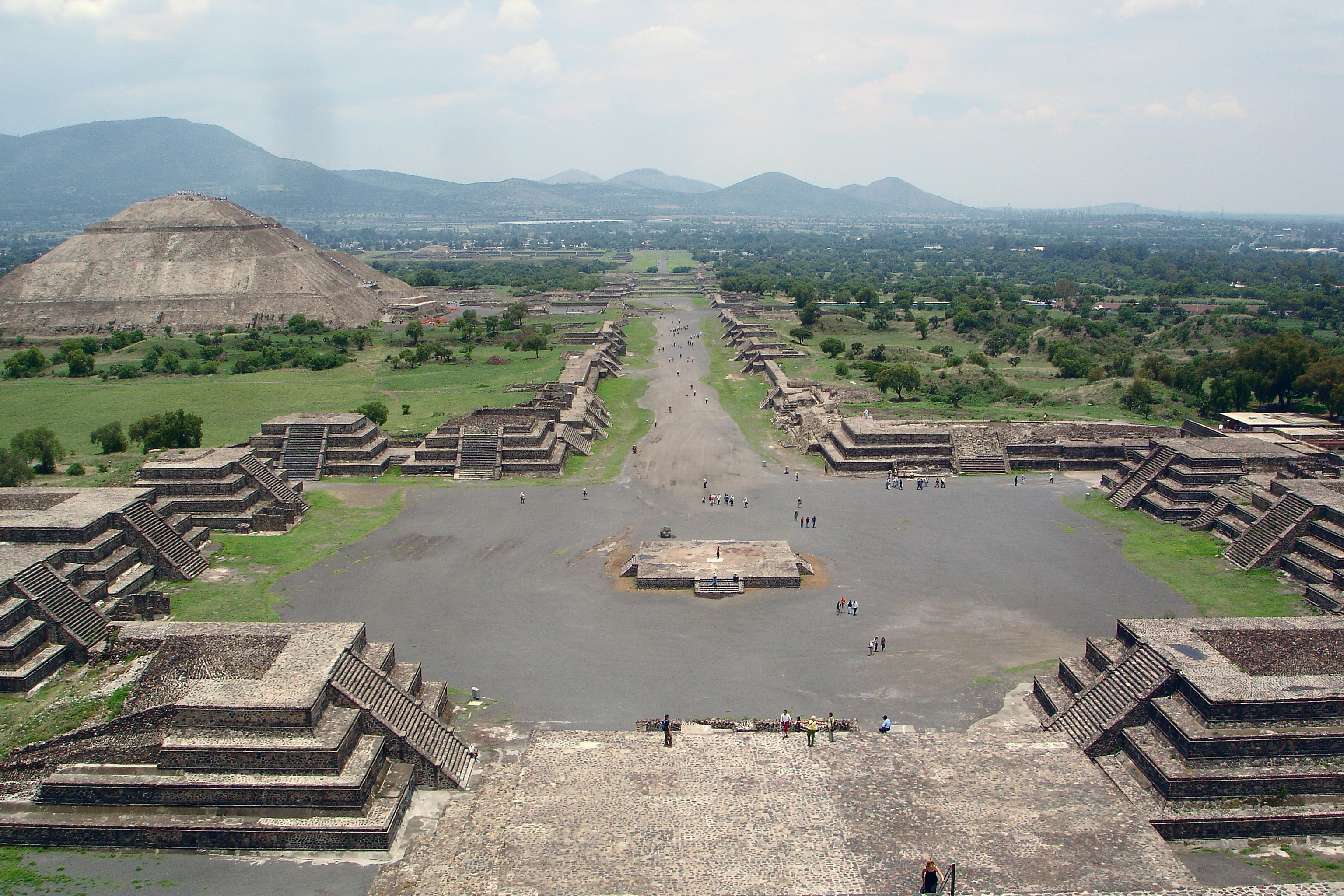
Teotihuacán.

Desde 1980, México es un país donde la mayor parte de la población residen en centros urbanos. El 80% de la población mexicana vive en ciudades y grandes zonas metropolitanas del altiplano central, El Bajío, los llanos occidentales, zonas costeras y principalmente al norte del país. El 20% de los mexicanos que viven en zonas rurales que están concentradas principalmente al sur y sureste del país.
El urbanismo como disciplina moderna surge a finales del siglo XIX en Europa para hacer frente a los problemas de la ciudad industrial. Los centros urbanos como Londres, París, Nueva York, Chicago o Barcelona enfrentaban problemas de hacinamiento, pobreza y enfermedades asociadas a la insalubridad de estos sitios. En respuesta, los gobiernos, los empresarios y los ciudadanos unieron esfuerzos para resolver dichos problemas. Antes de esta etapa moderna existía un ordenamiento del territorio que estaba basado en lógicas de estructuración sociocultural (como las ciudades de las primeras civilizaciones), o de defensa (como en las ciudades medievales). Datan desde la época porfiriana, en que surgieron nuevas poblaciones asentadas alrededor de distintas actividades económicas como la agroindustria, el comercio, el turismo o la explotación de yacimientos. Sin embargo, no es hasta 1976 cuando se institucionaliza la planeación urbana con la Ley General de Asentamientos Humanos, a partir de la cual se intentó ordenar y controlar el crecimiento desmedido de las principales ciudades mexicanas y sus áreas metropolitanas.
México es el segundo país latinoamericano con mayor población y altas concentraciones humanas sobre el espacio geográfico del país, cosa que ha generado una serie de cambios que tuvieron mayor impacto en los últimos años del siglo XX y los primeros años del siglo XXI el como simiente prehispánico.

## Historia

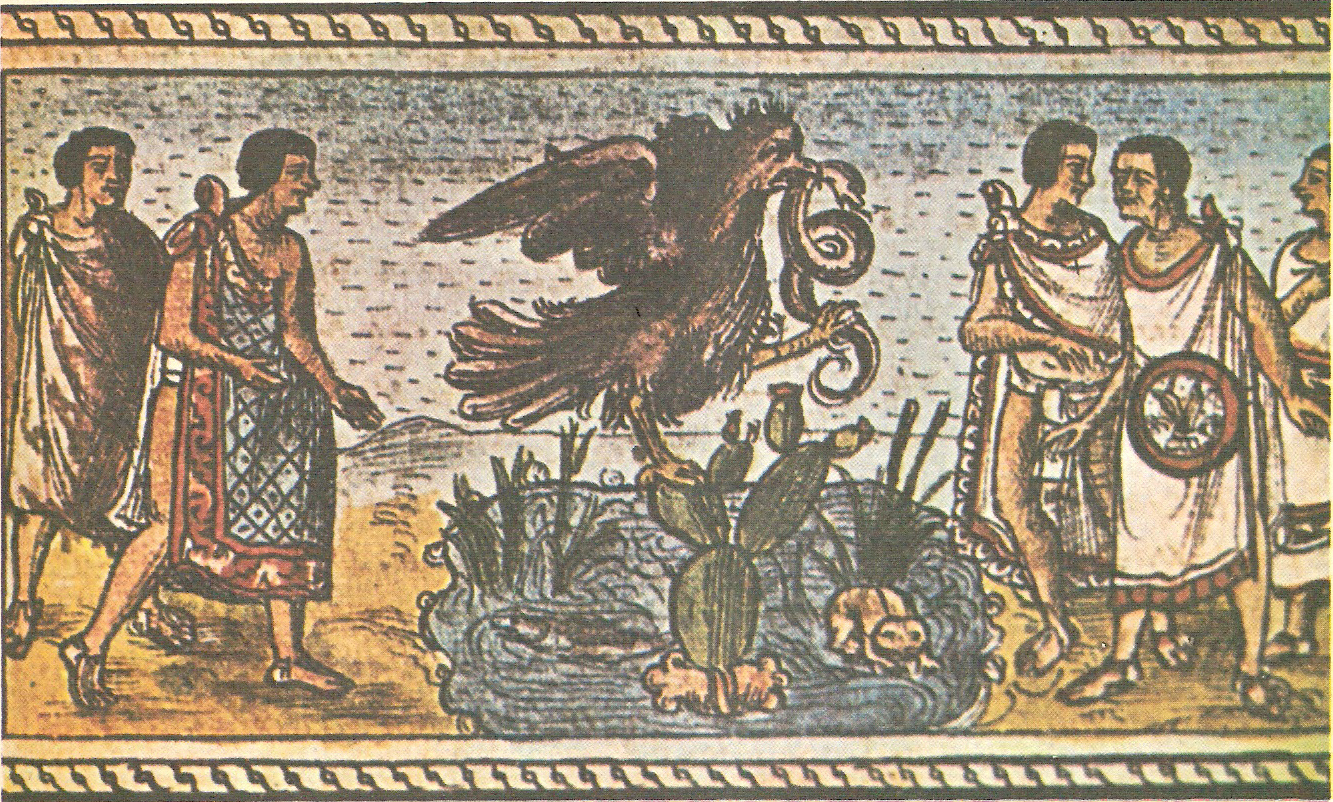
El mito de la Fundación de México-Tenochtitlan. Códice Durán,

Entre 7000 y 5000 a. C. el hombre americano comenzó a sedentarizarse para domesticar plantas, principalmente el maíz. Los primeros asentamientos humanos se dieron sobre riveras de ríos y cuencas lacustres aptas para la pesca y la caza de animales. A medida que las aldeas agrícolas empezaron a crecer, la organización social se fue haciendo más compleja. En la región del golfo de México nacieron las primeras ciudades mesoamericanas dándose en ellas un buen número avances tecnológicos y científicos.

### Ciudades mesoamericanas
Las primeras ciudades mesoamericanas se consolidaron alrededor de centros ceremoniales con la aparición de algunos barrios de índole agrícola y artesanal. El urbanismo tuvo un gran desarrollo en las culturas prehispánicas, donde podemos observar la magnitud de las ciudades de Teotihuacán, Tollan-Xicocotitlan y México-Tenochtitlan, dentro del urbanismo ambientalista destacan las ciudades mayas al ser incorporadas a la monumentalidad de sus edificios con la espesura de la selva y complejas redes de caminos llamados sacbeob.
Las ciudades clásicas precolombinas de Mesoamérica se consolidaron entre los siglos II y IX d. C., en el altiplano central surgió la gran Teotihuacán que llegó a tener unos 85 mil habitantes y 20,5 km² (entre el 450 y el 650 d. C) convirtiéndose en una de las urbes más importantes del mundo, en otra región surgieron las ciudades mayas como Palenque, Yaxchilán, Tikal y Uaxactun, otras ciudades tuvieron su auge mucho después como la ciudad de Tajín, Xochicalco, Monte Albán y Cobá, entre otras. En el periodo clásico surgió un tiempo de declinación de seis siglos donde las ciudades tuvieron severos problemas de poblamiento por diversas causas.
Hacia el siglo XIV d. C. se observa la última etapa de las ciudades precolombinas, en el altiplano central existía una compleja relación entre ciudades altamente desarrolladas bajo una economía basada en el comercio lo cual era una escala que nunca había existido en otras regiones del continente americano. El surgimiento de México-Tenochtitlan y otras ciudades como Texcoco, Cholula, Azcapotzalco y Culhuacán generaron la existencia de diversas rutas comerciales controladas por pochtecas para llevar alimento y mercaderías finas procedentes de otras ciudades muy distantes hacia la región controlada por la confederación azteca.
El asentamiento humano de los aztecas era llamado altépetl que correspondía a una localidad bajo un gobernante, los pobladores pagaban tributos y su intercambio de productos funcionaba por un tianguis. La capital del pueblo azteca llamada también México-Tenochtitlan se fundó en 1324 sobre una isla al centro-occidente del Lago de Texcoco en el Valle de Anáhuac, fue la última gran metrópoli de los pueblos nativos de Mesoamérica y de las ciudades más pobladas del continente, se aproximó a 300 000 habitantes dentro de barrios o calpullis de una estricta organización social y económica.

### Ciudades coloniales

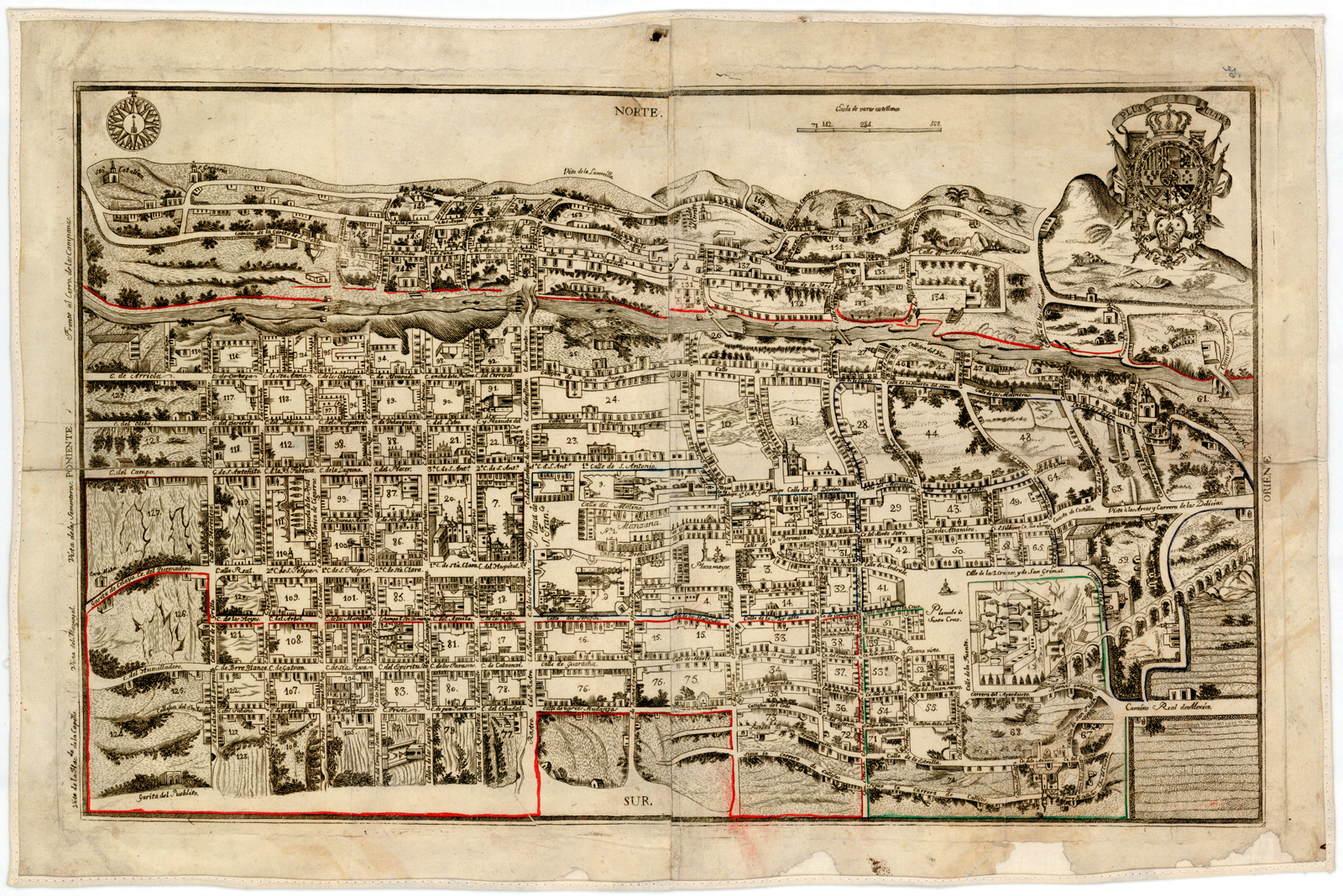
Santiago de Querétaro en 1796, un ejemplo de las grandes presiones experimentadas por los pueblos nativos.

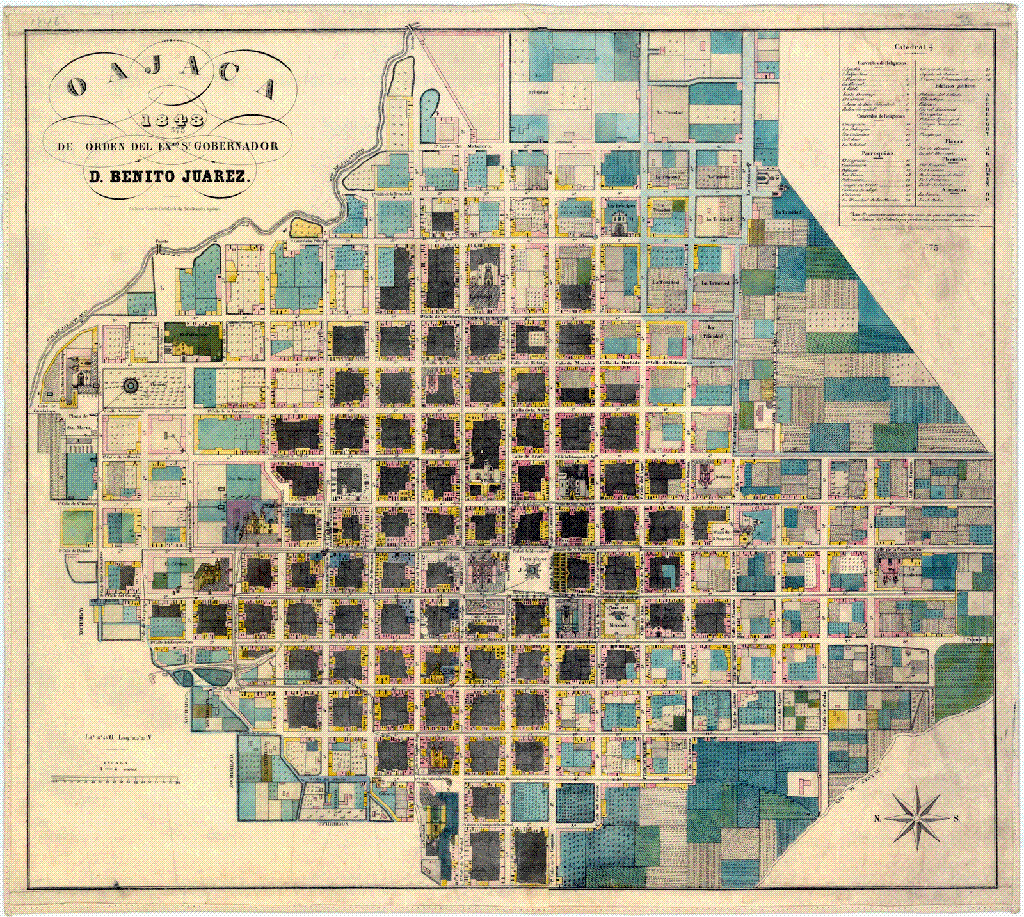
Plano de la ciudad de Oaxaca de Juárez en 1848.

En el caso de México, que ha sido bastante estudiado en los últimos años, el proceso se realizó en dos grandes oleadas principales: La primera se desarrolló durante el gobierno del virrey Luis de Velasco y Ruiz de Alarcón, extendiéndose entre 1550 y 1564. La segunda ola, aparentemente motivada por las cédulas "de composición", fue impulsada por la administración del virrey Gaspar de Zúñiga y Acevedo, y se extendió entre los años 1595 y 1625.
Pero estos grandes procesos de fines del siglo XVI no partían de cero. Ya en la primera mitad de dicha centuria 2000 pueblos de indios tenían algún grado de reconocimiento y registro oficial en el Virreinato de Nueva España.
Durante el periodo colonial se construyeron ciudades bajo las Ordenanzas de Felipe II, algunas sobre antiguas ciudades indígenas y otras como pueblas de colonos españoles; la Utopía de Tomás Moro influyó el urbanismo llevado a cabo en Michoacán por Vasco de Quiroga. Sobre los caminos reales se fundaron también ciudades que conectaban puntos distantes en relación con la capital de Nueva España.

### El sector inmobiliario

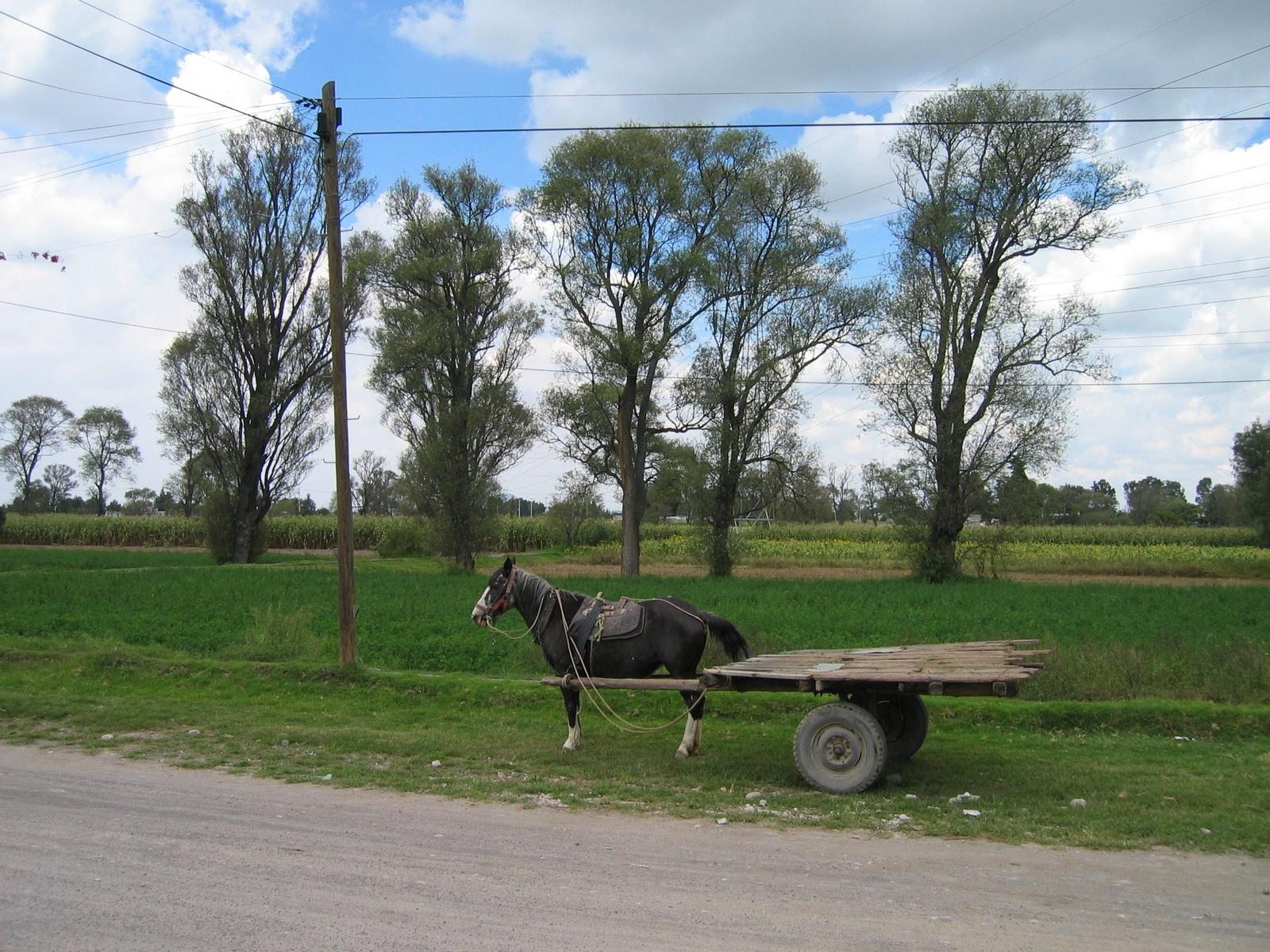
Las zonas ejidales y comunales de los municipios están siendo utilizadas para construir unidades habitacionales.

La construcción de unidades habitacionales y zonas residenciales en la periferia de las grandes ciudades mexicanas está provocando graves problemas ecológicos por la falta de reservas agrícolas y reservas naturales que permitan la filtración de las aguas de lluvia y de ríos hacia los mantos freáticos provocando hundimientos, erosión del suelo y agotamiento del agua del subsuelo.
El desarrollo inmobiliario suscitado en la Riviera Maya (muy en particular en la ciudad de Playa del Carmen), es un fenómeno que ha afectado ecológicamente y económicamente a los quintanarroenses, pareciera que el turismo es una fuerte industria y el ingreso de divisas podría parecer que beneficia a los mexicanos. Este destino turístico ha comenzado a debilitarse por los daños ocasionados al medio ambiente y por el encarecimiento de la vida para los lugareños mayas y para inmigrantes recién llegados. El desorden urbano ha comenzado a extenderse hacia Cancún y Tulúm, por el boom de la construcción de nuevos desarrollos inmobiliarios y complejos hoteleros, caracterizados por una alta densidad de población que ha afectado el equilibrio de los ecosistemas de la región litoral centro-norte del estado de Quintana Roo. La principal problemática es la generación de grandes cantidades de basura, el deterioro de los arrecifes, la privatización del uso urbano, beneficiando a los inversionistas extranjeros que no se equilibra con el suelo de uso público (ejemplo más claro, son las playas privadas); y el problema más grave es el desplazamiento de los habitantes nativos hacia zonas marginadas que han crecido paulatinamente con los lujosos edificios donde residen los extranjeros y los mexicanos que pueden pagar la vivienda.
Otro de los grandes destinos turísticos es la Ciudad de México, debido a sus múltiples lugares, plazas, atracciones y aproximadamente 170 museos. Las personas ya no sólo viajan por entretenimiento; sino que buscan habitar en la CDMX por mejores oportunidades laborales, económicas, entre otras. Esto ha provocado la sobreexplotación de diversos recursos naturales, por la alta demanda de los servicios básicos, además de traer como consecuencia la centralización incontrolable de la Ciudad. De acuerdo con la INEGI, en el 2016, solo en la Ciudad, habitaban 8 918 653 personas.

### Zonas metropolitanas de México

Áreas metropolitanas de México.

El acelerado crecimiento de la población del país y el arribo de extranjeros de todos los continentes ha hecho del territorio nacional una intensa expansión urbana y colonización del territorio, conurbando los pueblos con las grandes ciudades donde los límites políticos rebasan la ocupación del suelo y la extensión hacia zonas agrícolas y forestales, despertando una intensa especulación de la suelo entre aquellas personas o grupos que son propietarios de los terrenos.
No había habido en la historia del país, una acelerado crecimiento demográfico que invadiera el entorno natural; las antiguas ciudades prehispánicas respetaban el entorno natural y lo integraban al contexto urbano, las ciudades coloniales no eran tan extensas y se integraban al medio natural de igual modo que las ciudades prehispánicas, pero el desarrollo de la industria generó a finales del siglo XX un masiva migración del campo hacia las grandes ciudades, así como la interconexión urbana dentro de la globalización lo que propició a principios del siglo XXI a la aparición de un sistema de zonas metropolitanas en casi todos los estados del país, de las cuales muchas son binacionales (principalmente hacia la frontera con los Estados Unidos).

## Problemática urbana

### La pobreza urbana

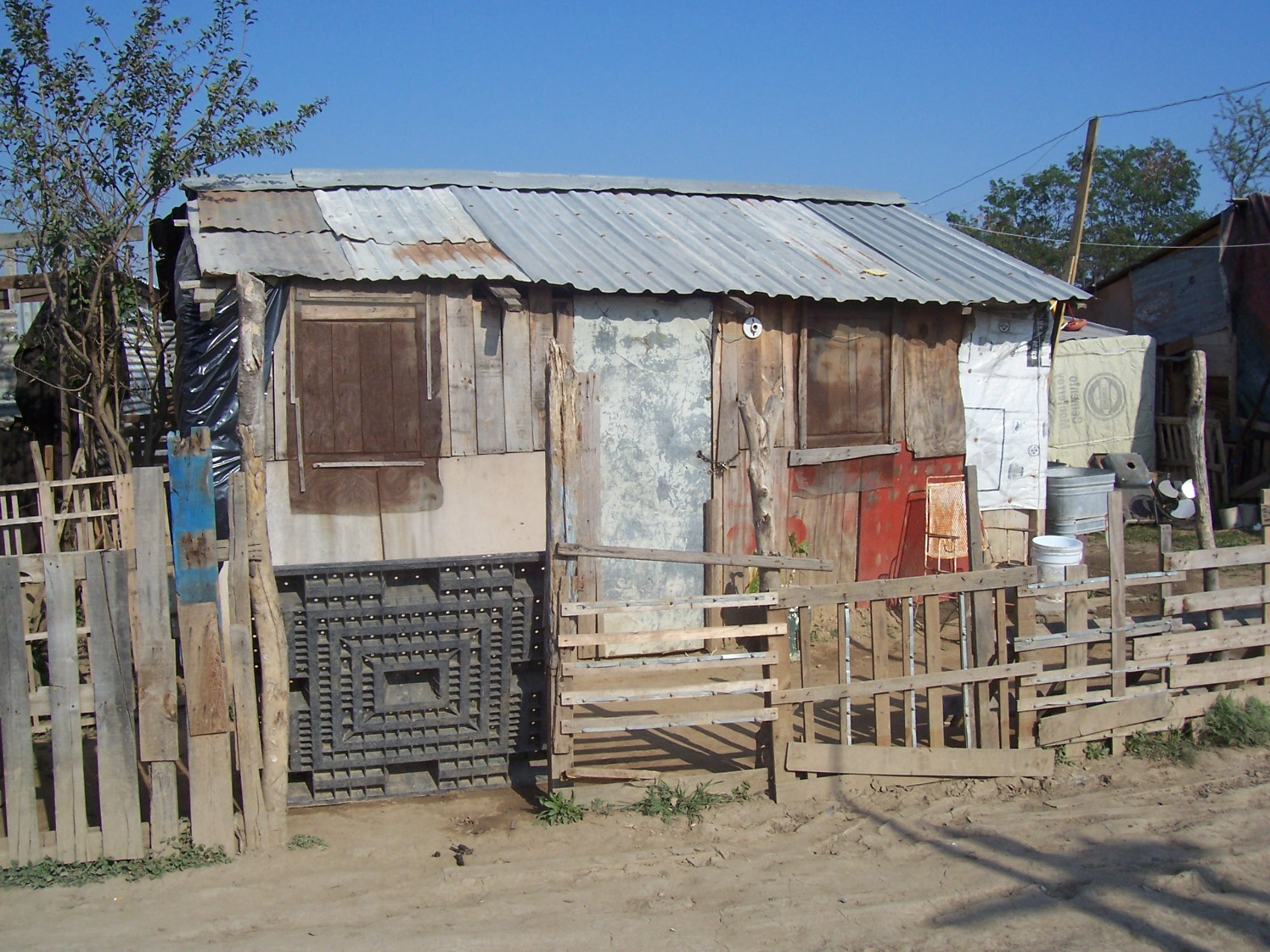
Los asentamientos irregulares muestran las desigualdades económicas de los mexicanos. En la imagen, una zona rural en Juárez, Nuevo León.

La conformación de los asentamientos irregulares en México ha sido un tema de estudio muy complejo de tipo económico y social muy relacionado con las políticas manejadas en el país. Normalmente este tipo de asentamientos carecen de la infraestructura y los servicios básicos tales como agua potable, drenaje, electricidad, y teléfono en sus inicios, con el transcurso del tiempo estos se van dotando de los servicios mediante la autoconstrucción y cooperación comunitaria ya que la mayoría de sus habitantes provienen de zonas rurales del país.
Sus residentes existen en un estado permanente de inseguridad legal y social ya que viven en terrenos sin el consentimiento de sus auténticos dueños y están sujetos a amenazas de desalojo y la negación de los servicios municipales tales como agua potable, recolección de basura, drenaje pluvial, pavimentación de calles y transporte público, e iluminación, entre otros.
Frecuentemente se localizan en zonas de riesgo sujetas a la degradación ambiental y peligros. Se complica la implementación de los servicios básicos por su carencia de planificación y diseño urbano, además de su acelerado crecimiento. Los residentes normalmente carecen de suficiente preparación educativa y por lo tanto no es común que estén dentro de las actividades económicas formales o al nivel del mercado laboral aledaño.
Sus habitantes tienen mayores riesgos de contraer enfermedades y a una mayor mortalidad debido a sus niveles de pobreza y la influencia negativa del medio ambiente donde residen. El acceso al equipamiento urbano tal como escuelas, clínicas, y atención social está muy limitado. El espacio público abierto puede ser inseguro e insuficiente para las necesidades de la comunidad. Finalmente, la disparidad visible entre los asentamientos irregulares y las áreas circundantes puede llevar a tensiones sociales y generar crimen. Estos mismos factores también pueden incrementar la exclusión social y económica.

### Problemas viales y de circulación

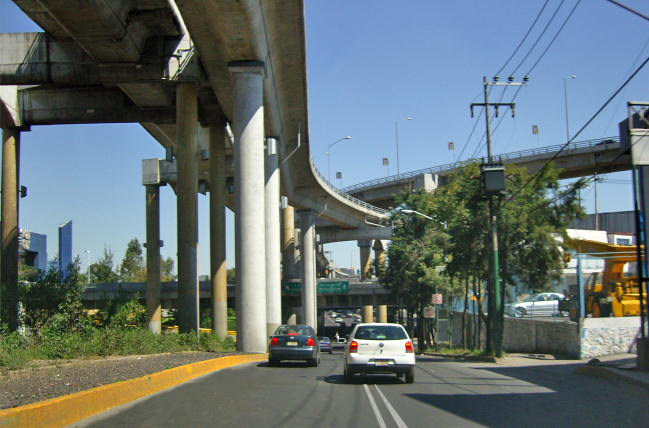
Distribuidor Vial.

En los últimos años el activismo político mexicano ha tomado un papel rector del desarrollo de las ciudades, el gobierno intenta controlar políticamente las obras de vialidad de los municipios y de los estados con grandes vías de alta velocidad que afecta la imagen urbana, provoca más accidentes, incrementa la contaminación atmosférica y crea una segregación social entre los que pueden pagar por un mejor desplazamiento y los que no pueden pagar peajes, aquellos quienes sufren largas horas de circulación desde su vivienda al área de trabajo generándoles problemas de salud.
Los municipios y gobiernos estatales no han podido abatir el problema de contaminación atmosférica por el incremento de unidades móviles y una falta de visión de fácil desplazamiento por la ciudad sin tener que usar los automóviles, los programas de hoy no circula no ha tenido el éxito deseado debido a que se puede adquirir con gran facilidad otro automóvil; se ha dejado muy fijo entre la sociedad mexicana el uso indiscriminado del automóvil como adopción de costumbres y estereotipos provenientes de los Estados Unidos. Los ejes viales son un pretexto idóneo para que los municipios y delegaciones comprueben gastos durante su periodo de gobierno, generando el 30% de los gases invernadero y a las que se les atribuyen también miles de muertes al año por accidentes e imprudencias al conducir en altas velocidades. Los únicos beneficiados hasta este momento han sido los gobernantes, la industria automotriz, la industria de la construcción, los desarrolladores de vivienda y los partidos políticos.
México es uno de los diez países con mayor mortalidad a nivel mundial vinculados a problemas viales, las principales víctimas causadas por accidentes de tránsito son peatones, ciclistas y motociclistas. Instituciones existentes como el Consejo Nacional de Prevención de Accidentes (CONAPRA) dependiente de la Secretaría de Salud y la Liga Peatonal, se encargan de concientizar a la población sobre la seguridad vial, mediante el trabajo estadístico y las intervenciones de acción para mejorarla. La cifra de accidentes, lesiones y muertes se incrementa en ciertas temporadas como Semana Santa y períodos vacacionales.
Las principales causas de muerte a nivel mundial, el Informe sobre la Situación Mundial de Seguridad Vial 2015 de la Organización Mundial de la Salud (OMS) enuncia en primer lugar al "Traumatismo causado por el tránsito". En el mismo informe, se muestran cifras en las que el 22% de la población que sufren de ello, son peatones.
En el año 2008, las estadísticas muestran que la población que más sufre de ello, es la población joven entre los 15 y 34 años con el 51.5%. 
En 2010, los accidentes viales, fueron la décima causa de muerte. En 2013 las estadísticas marcan un total de 470 mil accidentes anualmente en el país.
Los principales estados en los que se presenta el mayor número de fallecimientos son: Estado de México, Jalisco, Ciudad de México, Guanajuato, Michoacán, Puebla, Chihuahua, Sonora, Oaxaca y Veracruz.

### Riesgos y vulnerabilidad

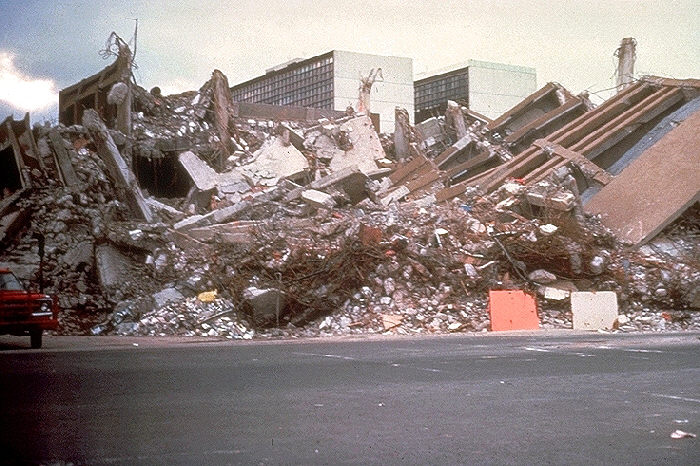
Ruinas de un edificio en la Ciudad de México después del terremoto del 1985.

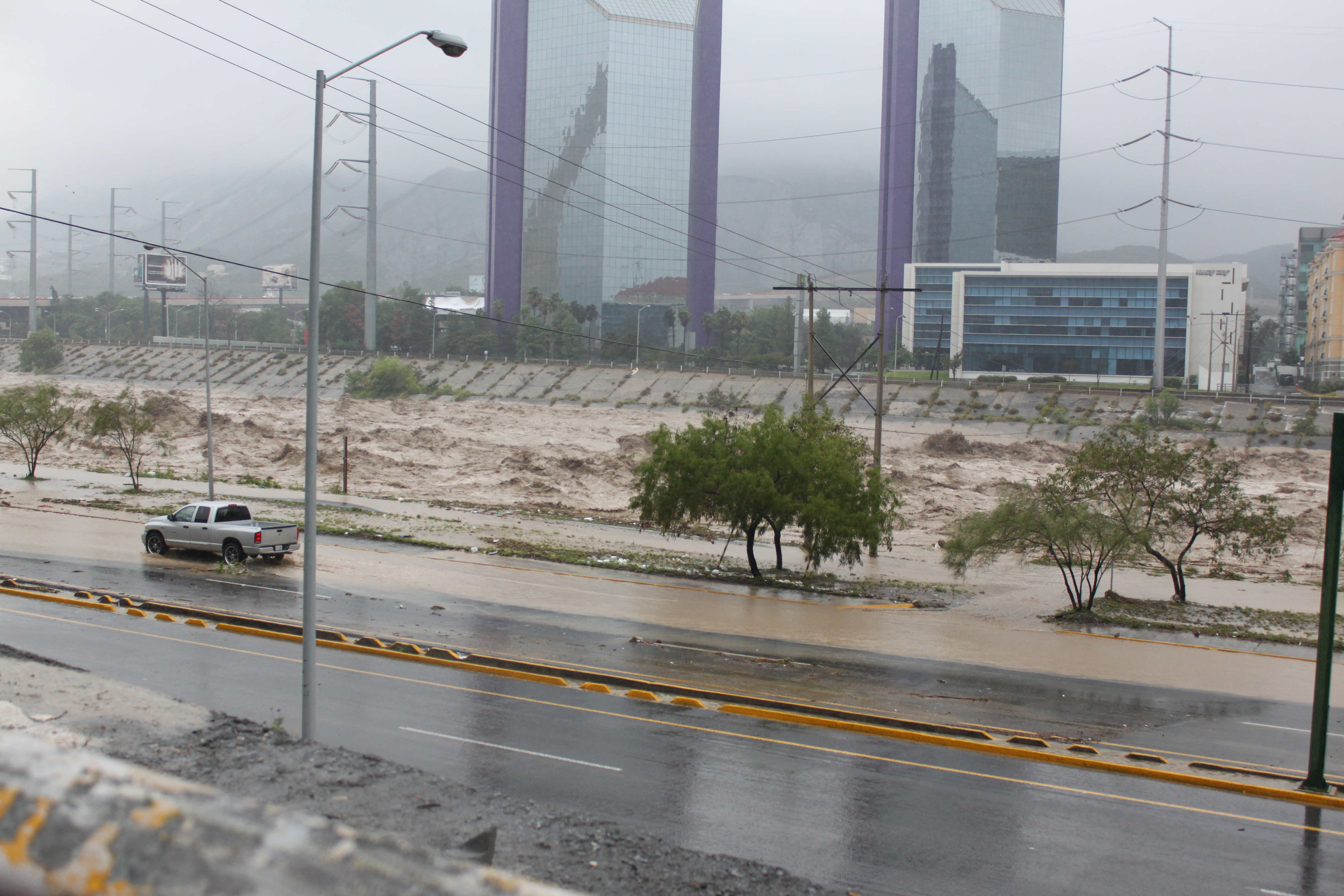
El huracán Álex provocó inundaciones y pérdidas materiales en Monterrey y área metropolitana.

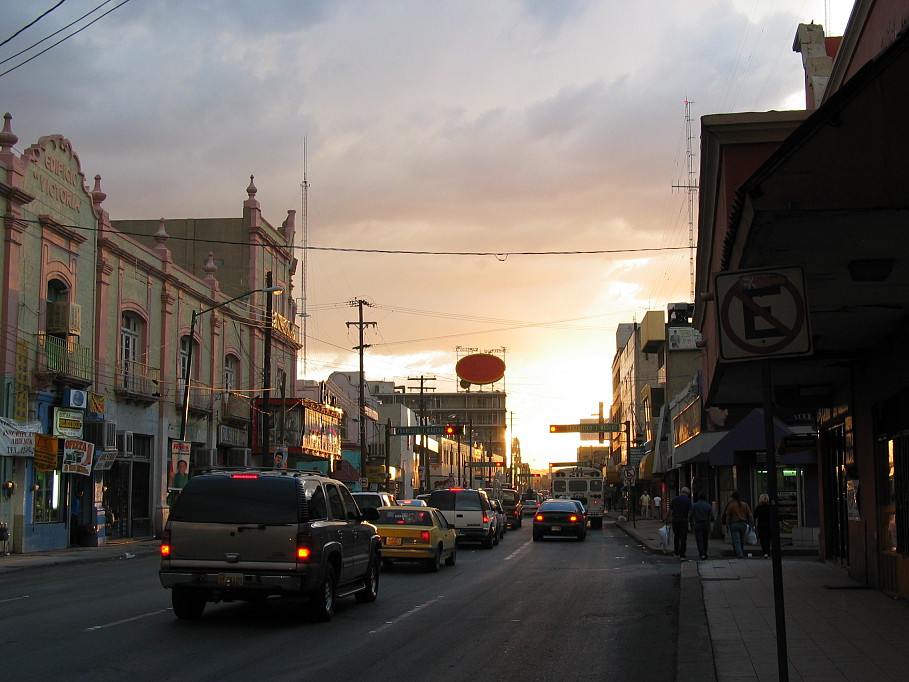
El crimen organizado ha deteriorado la imagen económica y social de la industrial Ciudad Juárez.

Ningún asentamiento humano está libre de sufrir alguna desgracia o pérdida de vidas humanas a consecuencia de desastres naturales o conflictos sociales. Muchas ciudades de México han experimentado revueltas sociales, guerras, inundaciones, deslaves, incendios y terremotos a lo largo de los siglos trascurridos.
Uno de los acontecimientos que más ha afectado y modificado el comportamiento de los mexicanos en reacción a los fenómenos naturales ha sido el terremoto ocurrido en 1985, dejando edificios colapsados que presentaban estructuras inadecuadas para terrenos arcillosos, principalmente a causa de la corrupción y la mala planeación legislativa, la mayoría de los edificios colapsados eran de reciente construcción. La negligencia del gobierno y sus males políticas de orden público ante una emergencia fue el principal causa de un enorme número de muertos en la Ciudad de México. Estructuras muy antiguas y adecuadas al tipo del terreno arcilloso, tales como la Catedral Metropolitana de la Ciudad de México, el Palacio Nacional y el edificio de Nacional Monte de Piedad (que datan de la época colonial), soportaron el sismo por tener gruesas paredes de piedra y ladrillo de un conocimiento empírico y tecnológico al estar cimentada la ciudad sobre una zona sísmica y volcánica. A pesar de que los peritajes mostraron que la mayoría de los edificios caídos tenían especificaciones inferiores a las exigidas en los contratos, nadie fue declarado culpable y se dio un encubrimiento a varios peritos en construcción. Particularmente grave fue el caso de la constructora estatal encargada de la construcción de escuelas, cuyos directivos quedaron impunes, pese al número elevado de escuelas primarias destruidas y escolares que resultaron muertos. Los lugares más afectados fueron escuelas y hospitales principalmente, también edificios y hoteles que recientemente se habían terminado de construir y la desgracia fue alarmante a nivel internacional porque este tipo de edificios son reutilizados después de la emergencia.
Nunca se ha sabido el número exacto de víctimas debido a la censura impuesta por el gobierno de Miguel de la Madrid pero se estima que fueron de 6000 a 7000 personas. La ayuda internacional fue rechazada en un principio por el presidente. Por orden de la primera dama, el avión y la ayuda internacional lograron entrar a la ciudad para apoyar a los cuerpos de rescate mexicanos que, dada la magnitud del desastre, en ese momento no se daban abasto.
La Torre Latinoamericana fue un caso excepcional de ingeniería pues este terremoto no le causó daño alguno. Como consecuencia, doce de los edificios multifamiliares del Conjunto Urbano Nonoalco Tlatelolco y nueve del Multifamiliar Juárez tuvieron que ser demolidos; en los seis meses siguientes fueron demolidos más de 152 edificios en toda la ciudad. Se recogieron 2 388 144 m³ de escombros; tan sólo para despejar 103 vías consideradas prioritarias se retiraron 1 500 000 t de escombros para facilitar el desplazamiento de ayuda humanitaria.
Más de un millón usuarios del servicio eléctrico quedaron sin servicios básicos. Entre los daños a este servicio se cuentan 1300 transformadores, 5 líneas de transmisión, 8 subestaciones y 600 postes de luz. El Sistema de Transporte Colectivo Metro quedó afectado en 32 estaciones. La mayoría reanudó el servicio en los días subsecuentes de ese mes, sin embargo la estación Isabel la Católica no lo hizo sino hasta el 4 de noviembre de ese año. El servicio de autobuses de la antigua "Ruta 100" operó gratuitamente en el tiempo de recuperación de la ciudad. Las alertas de sanidad se dispararon, siendo una de las más trascendentes la presencia de sangre (proveniente de las víctimas del sismo) en muestras del agua potable en toda la red de la ciudad.
Como consecuencia de dicho acontecimiento, se crea la agrupaciones civiles de brigadas de rescate, se modifica los planes de ordenamiento territorial y se crean dependencias de salvaguarda ante una emergencia como las de protección civil, se modifican las leyes de construcción de edificaciones y se realizan continuamente simulacros de contingencia para reaccionar inmediatamente.
El principal impacto del Huracán Alex fue la lluvia torrencial que se registró en toda la región noreste de México. En el estado de Tamaulipas, se registraron lluvias que variaron entre los 91,25 y los 315,50 mm. En Nuevo León se habían registrado 242 mm al 1 de julio, aunque en todo el estado, el promedio se registró en 400 mm. El pluviómetro en Estanzuela reportó 890 mm; en Arroyo Seco, San Pedro Garza García, se registraron 588 mm entre el 29 de junio y las 6 a. m. del 1 de julio. Otras estaciones de Monterrey reportaron entre 359,75 mm y 691 mm de lluvia, mientras que Santa Catarina registró 591,75 mm. La Comisión Nacional del Agua (Conagua) indicó que los acumulados de lluvia que dejó la tormenta excedieron largamente los producidos por el huracán Gilberto en 1988, cuando sólo cayeron 280 mm en la ciudad. La histórica cantidad de agua caída provocó que varias represas se llenaran por todo el Noreste de México. En Nuevo León, Conagua comenzó descargas de 713 m³/s en las presas de La Boca, Santiago, de 1648 m³/s en Cerro Prieto, Linares y de 3080 m³/s en El Cuchillo, China (Nuevo León). Dichas represas estaban en 98%, 114% y 124% de capacidad máxima de operación, respectivamente. Las descargas de agua de las represas originaron un estado de alerta en Tamaulipas, que debió hacer frente a la misma.

## Ecourbanismo

### Daños ecológicos

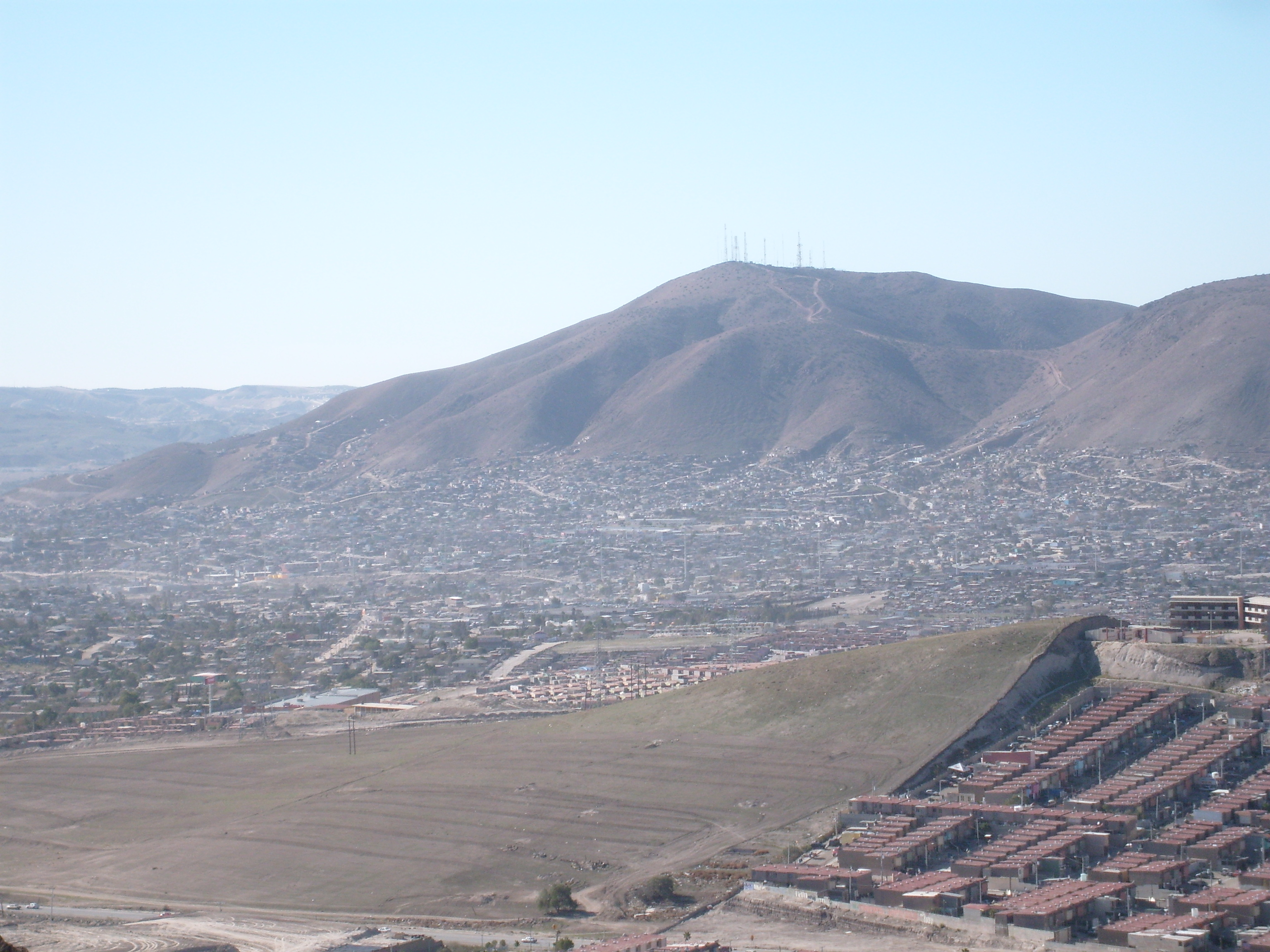
Unidades habitacionales lejanas de los centros de trabajo y transformación del paisaje natural.

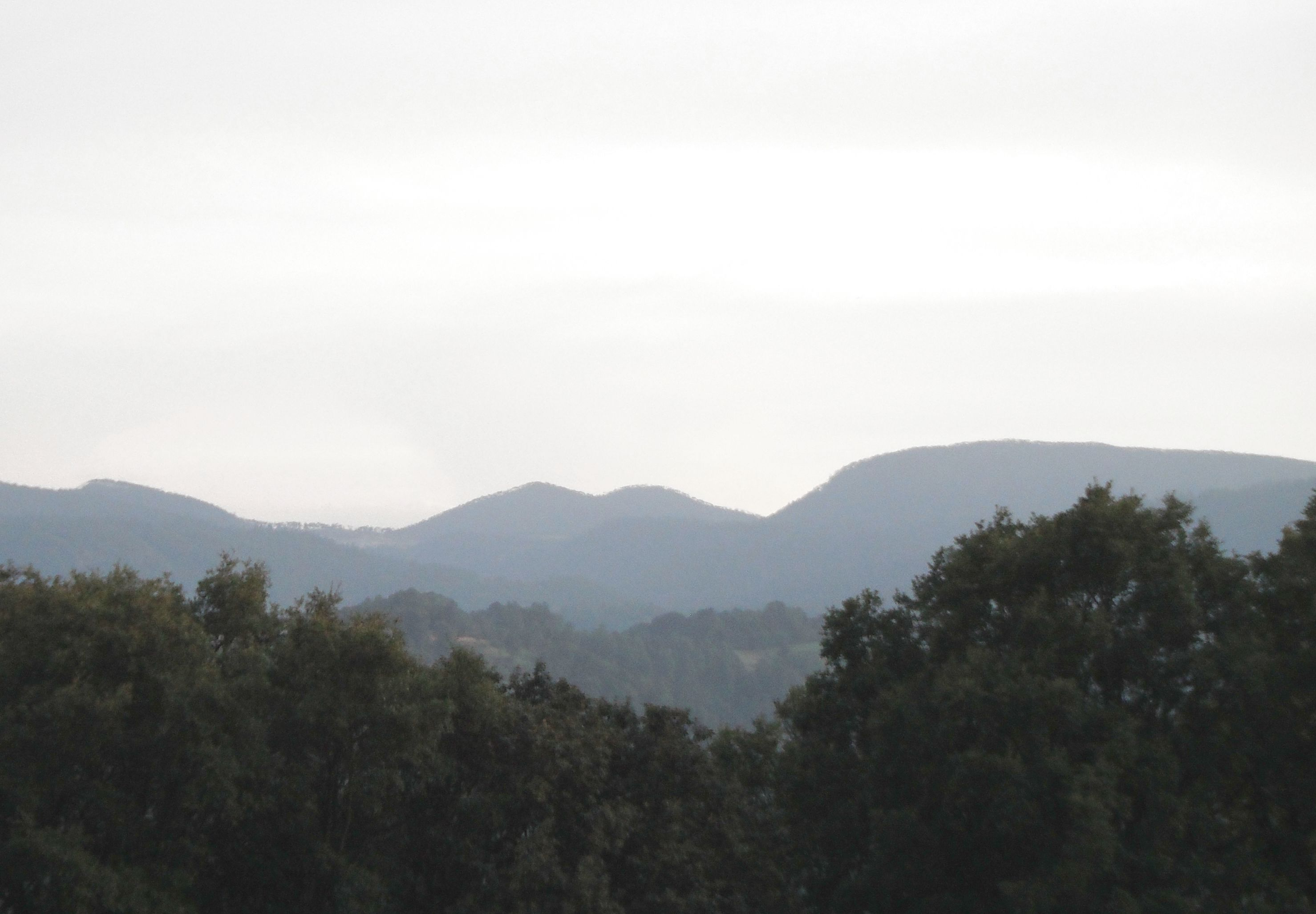
Sierra de las Cruces desde el Ejido de Cahuacán, en Nicolás Romero.

Como zona ubicada entre dos de las zonas metropolitanas más prosperas del país, los municipios de Nicolás Romero, Isidro Fabela, Jilotzingo, Naucalpan de Juárez, y sobre todo en Ocoyoacac y Huixquilucan donde recientemente se han desencadenado las intenciones de urbanización por parte de campesinos, especuladores e inversionistas foráneos, los cuales presionan para lograr ubicar zonas residenciales en las inmediaciones con el gancho de ser una zona de baja contaminación atmosférica, fuentes de agua y servicios como transporte y cercanía a centros de trabajo importantes, como el Paseo Tollocan y Santa Fe, aunque olvidando que al urbanizarse se requiere echar los desperdicios en algún lugar, tal como el alcantarillado y la basura.
En cuanto a la contaminación ambiental está el problema de la ciudad de Toluca, la cual se halla en el mismo valle y emite su contaminación a la zona, la Sierra de las Cruces es una barrera natural arbolada que está por desaparecer ante las intenciones de unir la Ciudad de México con la Ciudad de Toluca. Existe una preocupación por parte de investigadores e intelectuales de la Universidad Autónoma del Estado de México y de la Universidad Nacional Autónoma de México ante la amenaza de la urbanización impulsada por políticos y empresarios de la construcción.
La introducción de animales domésticos como la manada de toros o el ganado, reduce sino que elimina el habita de especies mayores como el venado y de menores como el armadillo cuyas madrigueras son destruidas por el peso de los vacunos, la entrada de perros de los ranchos que se están formando en los montes, la extracción de lajas y la tala de árboles son otro problema ya que deja pocas áreas libre para el crecimiento del alimento natural sin mencionar la contaminación que atrae.
En la zona de llanos la deforestación es palpable por el uso del suelo en actividades como pistas para carreras de motos o el simple paso de vehículos, sin mencionar la proliferación de restaurantes y cabañas para vivir o rentar, que los comuneros hacen.
En 2001, el Gobierno Federal mexicano pretendió construir el nuevo Aeropuerto Internacional de la Ciudad de México en este municipio, pero los habitantes lo impidieron mediante un movimiento de resistencia civil que obligó al gobierno a suspender definitivamente la construcción. Este mostró la insatisfacción de la población sobre la oferta realizada por los distintos niveles de gobierno.
El 3 de mayo de 2006 los gobierno estatal y municipal impidieron que un grupo de ocho vendedores de flores se reinstalara en una de las calles principales. Los floricultores pidieron el apoyo del Frente de Pueblos en Defensa de la Tierra del pueblo de Atenco con una brutal represión. Al día siguiente la Agencia de Seguridad Estatal ingresó para tomar control de la situación y detuvo a 211 personas que dejó 2 muertos, muchos lesionados, vejados y torturados, y hasta la fecha, 12 presos políticos.

### Urbanismo sustentable

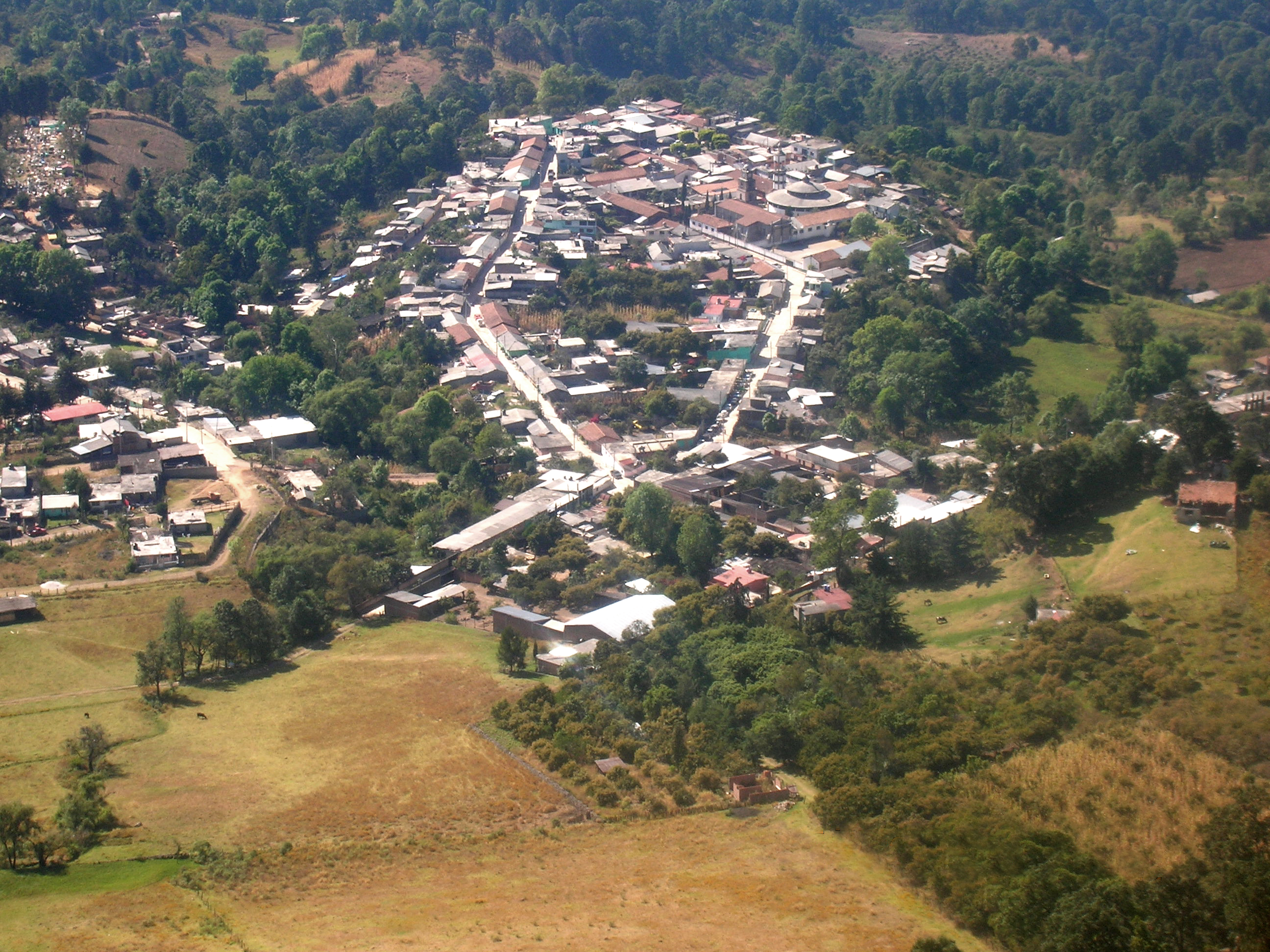
Algunos asentamientos humanos están integrados respetuosamente con el medio ambiente.

### Desarrollo económico y calidad de vida

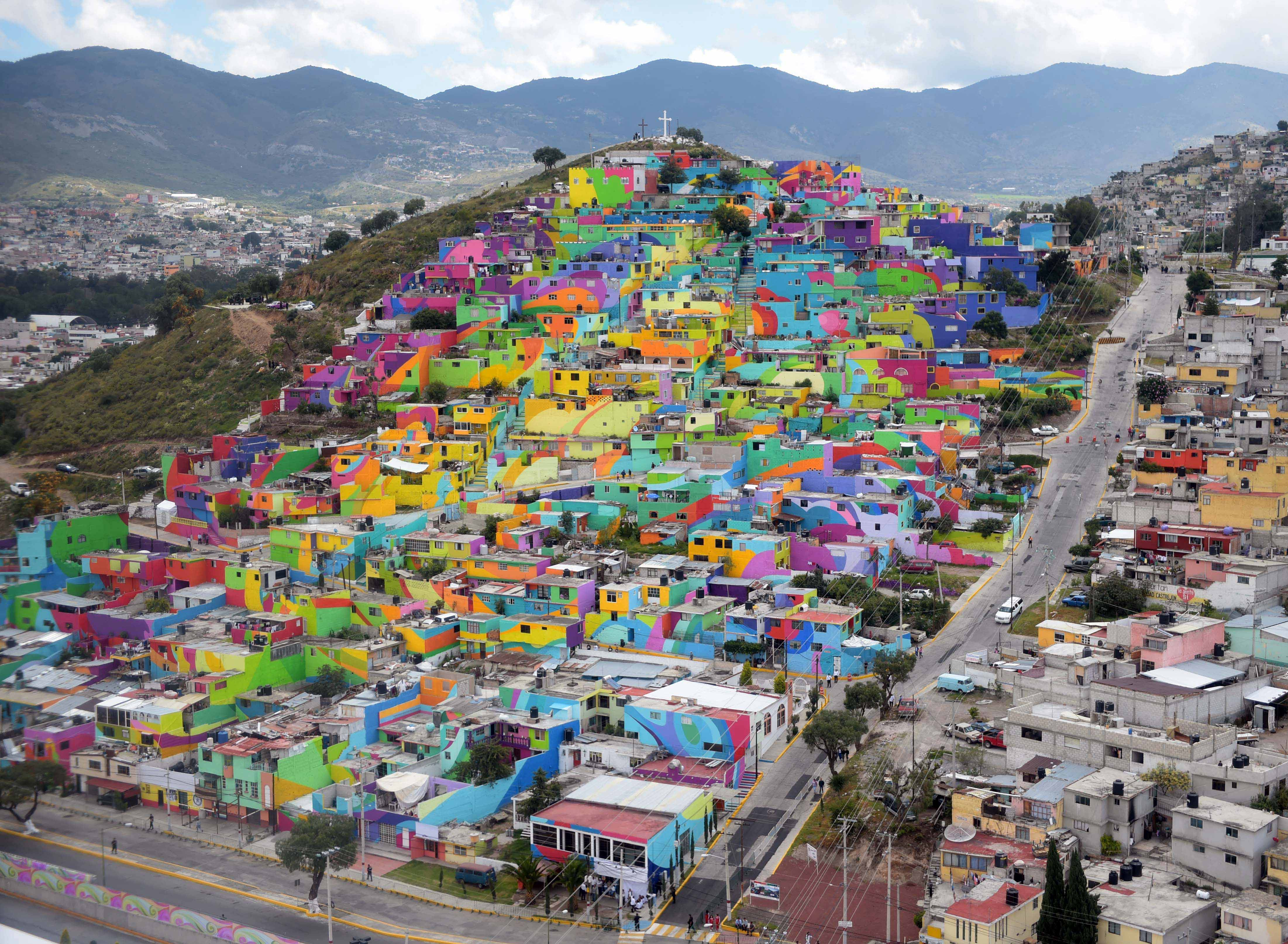
Colonia Palmitas, donde se observa el Macromural Pachuca se Pinta donde 209 casas habitación fueron pintadas en un área de 20 000 m², con 190 colores.

En el año 2009, entre las ciudades con mejor calidad de vida destacaban a nivel de América Latina a la ciudad de Monterrey y Ciudad de México[cita requerida]. Este ranking se basó en encuestas sobre siguientes criterios: servicios y redes de abastecimiento de agua, energía y transporte aunado al desarrollo comercial, industrial y financiero se encuentra; así como ocio y espacimiento de la población.
En las ciudades de Saltillo, Monclova, Monterrey, Querétaro y San Luis Potosí basándose en la rentabilidad del suelo y en datos relacionados al sueldo promedio de un empleado o trabajador, el índice de especialización de las industrias y la actividad financiera individual. Otras ciudades también fueron seleccionadas con mejor nivel en servicios de educación, salud, medio ambiente y distribución de redes y servicios en las que se mencionan Toluca, Monterrey, Culiacán, Querétaro y San Luis Potosí.
Las principales ciudades para el desarrollo de los negocios son: Ciudad de México y su área metropolitana, en el Estado de México: (Tlalnepantla y Naucalpan de Juárez), Nuevo León: Monterrey y área metropolitana, Jalisco: Guadalajara y área metropolitana, Chihuahua: Ciudad Juárez, Baja California: Mexicali, Coahuila: Torreón, Saltillo y Piedras Negras, Aguascalientes: Aguascalientes, Campeche: Ciudad del Carmen, Yucatán: Mérida, Tamaulipas: Tampico, Veracruz: Veracruz, Coatzacoalcos y Minatitlán, Chiapas: Tapachula y Tuxtla Gutiérrez, Michoacán: Morelia, Heroica Zitácuaro y Lázaro Cardenas, Tabasco:Villahermosa.
En cuanto al medio ambiente, existe una severa contradicción sobre la calidad de vida en este país. No puede ser sostenible el alto grado de industrialización de México en los últimos años de relación a las políticas medioambientales, una ciudad altamente consumidora carece de calidad de aire, agua y suelo donde la salud mental
En el estado de Chiapas se ha iniciado un proyecto piloto para la reubicación de las personas que viven dispersas entre la selva lacandona del llamado proyecto Ciudades rurales iniciado en el año 2010.

## Objetivo de Desarrollo Sostenible 11
El 25 de septiembre de 2015, México y más de 150 líderes mundiales, asistieron a la Cumbre de las Naciones Unidas sobre el Desarrollo Sostenible con el fin de aprobar la Agenda para el Desarrollo Sostenible, también llamada Agenda 2030. Este documento busca, mediante 17 objetivos, poner fin a la pobreza, luchar contra la desigualdad y la injusticia, y hacer frente al cambio climático sin que nadie quede atrás para el 2030. Dichos objetivos, deberán cumplirse en un lapso de tiempo que va del 2015 al 2030.
El objetivo 11 de la agenda propone ciudades y comunidades sostenibles, cuyos asentamientos humanos sean inclusivos, seguros, resistentes y sustentables. Dentro de las metas planeadas del ODS 11 para el 2030, se encuentran:
- Asegurar el acceso de todas las personas a viviendas y servicios básicos adecuados, seguros y asequibles y mejorar los barrios marginales.

- Proporcionar acceso a sistemas de transporte seguros, asequibles, accesibles y sostenibles para todos y mejorar la seguridad vial, en particular mediante la ampliación del transporte público, prestando especial atención a las necesidades de las personas en situación de vulnerabilidad, las mujeres, los niños, las personas con discapacidad y las personas de edad.

- Aumentar la urbanización inclusiva y sostenible y la capacidad para la planificación y la gestión participativas, integradas y sostenibles de los asentamientos humanos en todos los países.
- Redoblar los esfuerzos para proteger y salvaguardar el patrimonio cultural y natural del mundo.
- Reducir significativamente el número de muertes causadas por los desastres, incluidos los relacionados con el agua, y de personas afectadas por ellos, y reducir considerablemente las pérdidas económicas directas provocadas por los desastres en comparación con el producto interno bruto mundial, haciendo especial hincapié en la protección de los pobres y las personas en situaciones de vulnerabilidad.
- Reducir el impacto ambiental negativo per cápita de las ciudades, incluso prestando especial atención a la calidad del aire y la gestión de los desechos municipales y de otro tipo.
- Proporcionar acceso universal a zonas verdes y espacios públicos seguros, inclusivos y accesibles, en particular para las mujeres y los niños, las personas de edad y las personas con discapacidad.
- Apoyar los vínculos económicos, sociales y ambientales positivos entre las zonas urbanas, periurbanas y rurales fortaleciendo la planificación del desarrollo nacional y regional.
- Aumentar considerablemente el número de ciudades y asentamientos humanos que adoptan e implementan políticas y planes integrados para promover la inclusión, el uso eficiente de los recursos, la mitigación del cambio climático y la adaptación a él y la resiliencia ante los desastres, y desarrollar y poner en práctica, en consonancia con el Marco de Sendai para la Reducción del Riesgo de Desastres 2015-2030, la gestión integral de los riesgos de desastre a todos los niveles.
- Proporcionar apoyo a los países menos adelantados, incluso mediante asistencia financiera y técnica, para que puedan construir edificios sostenibles y resilientes utilizando materiales locales.[27]

Por su parte, el gobierno de México propone 4 puntos clave para lograr dicho objetivo:
- Sociedad: Desplazarse en bicicleta, caminando o en transporte público. Separar la basura y reciclar.
- Iniciativa privada: Cuidar los espacios alrededor y promover los espacios verdes y la convivencia. Reducir la contaminación ambiental.
- Academia: Fortalecer la investigación, colaborar para crear soluciones innovadoras y apoyar en la medición del impacto.
- Gobiernos: Asegurar el acceso de todas las personas a viviendas y servicios básicos adecuados y proporcionar sistemas de transporte.[28]

## Regiones Megalopolitanas de México
Una megalópolis se define como una cadena continua de áreas metropolitanas o territorios que están relativamente integrados entre sí. En 1996, el Programa General de Desarrollo Urbano del Distrito Federal propuso, por primera vez, utilizar este término para referirse a la cadena urbana del centro de México, y más tarde el término fue retomado por PROAIRE, una comisión metropolitana del medio ambiente.

### Corona Regional del Centro de México

Megalópolis del Centro de México.

Esta megalópolis, que en México se le llamó también "corona regional de ciudades", está integrada por las zonas metropolitanas de la Ciudad de México, Puebla, Cuernavaca, Toluca, Cuautla, Tlaxcala, Pachuca, Tulancingo y Tula de Allende, las cuales también pueden formar submegalópolis o coronas subregionales de ciudades. Con una población total aproximada (sobre la base de las cifras antes mencionadas) de 25 millones de habitantes. Solo en América Latina se prevé dos aglomeraciones humanas de grandes dimensiones en los siguientes cincuenta años venideros, como son la Megalópolis de São Paulo y la Megalópolis de México.
Los más importantes puertos marítimos mexicanos son Veracruz, en la costa atlántica, y Manzanillo, en el estado de Colima en la costa del pacífico los cuales ya están unidos uno del otro en menor tiempo por Arco Norte del Valle de México, una vialidad que atraviesa de Oriente a Occidente conectando una extensa red de ciudades, librando el tránsito pesado de las ciudades más pobladas del centro del país. En 1984 desaparecieron los trenes de pasajeros que conectaban todo el país desde el porfiriato. El gobierno de Miguel de la Madrid impulsó el transporte por carretera de mercancías y pasajeros por distintas empresas de transporte, de las cuales las más importantes eran Autobuses de Oriente y Grupo Estrella Blanca. Tras la privatización de Ferrocarriles Nacionales de México, la empresa paraestatal formada tras la nacionalización de este sistema de transporte con el propósito de operar y mantener la red ferroviaria, las concesionarias se dedicaron exclusivamente al transporte de mercancías y la red ha permanecido prácticamente sin aumento desde hace más de dos décadas.

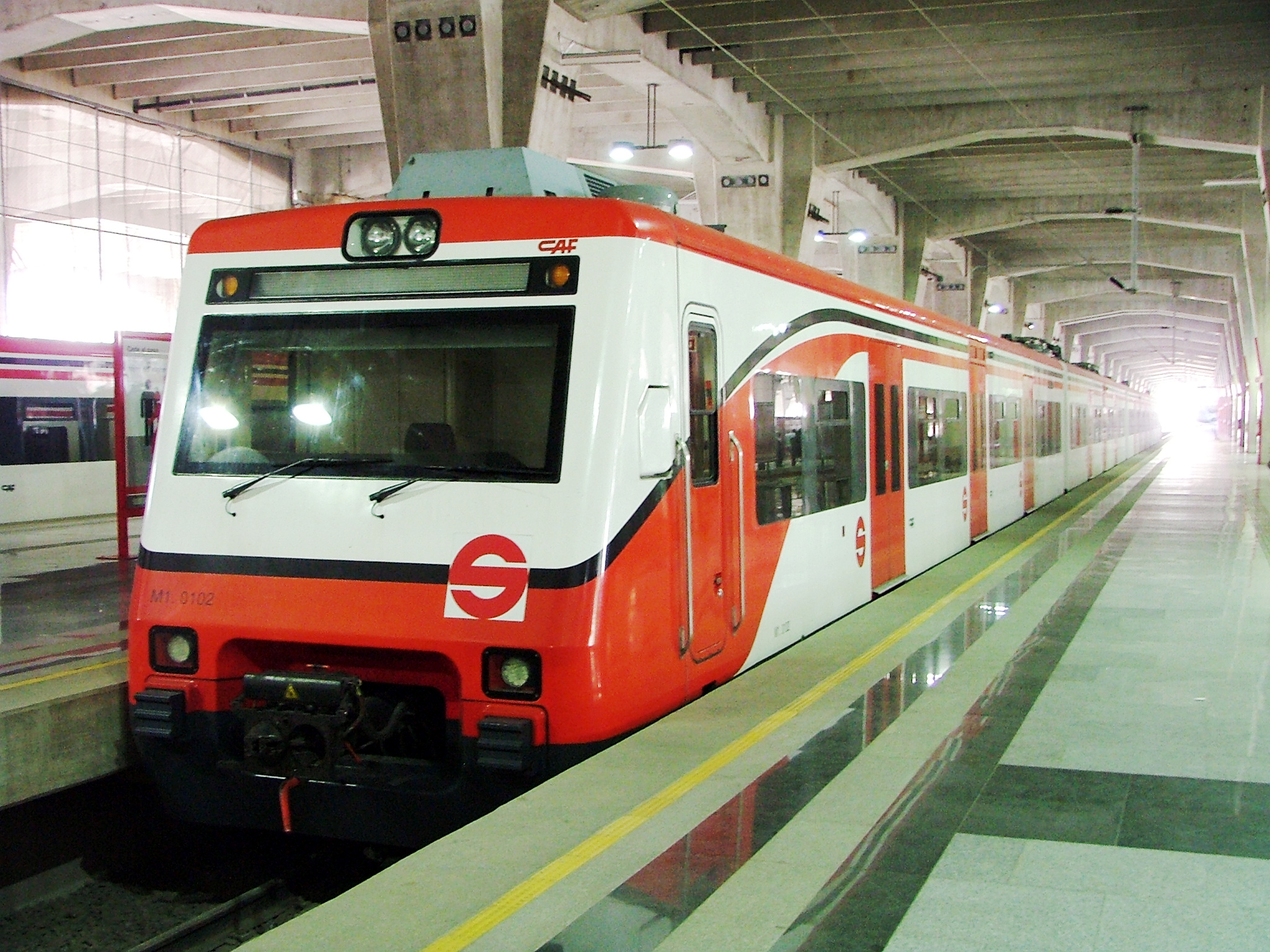
Recuperación de la red ferroviaria a través de trenes suburbanos.

En el siglo XXI, México regresa al transporte ferroviario de pasajeros debido a las congestiones del tránsito, el programa piloto del tren suburbano del Estado de México y el Distrito Federal ha hecho nuevas proyecciones en otros lugares del país como los proyectos de tren suburbano Jardines de Morelos-Reyes-Ecatepec-Martín Carrera, Tula-Buanavista, Pachuca-Buenavista Tlajomulco de Zúñiga-Guadalajara-Zapopan, y el más grande tramo de tren suburbano Adames-Aguascalientes-Peñuelas con 80 kilómetros de longitud recorriendo todo el estado de norte a sur. Otros proyectos son los trenes interurbanos Guanajuato-Querétaro, Tijuana-Méxicali, Querétaro-San Luis Potosí y Coatzacoalcos-Salina Cruz, que se están estudiando para recuperar la infraestructura ferroviaria, reducir el tiempo de los trayectos de pasajeros y mercancías con fines ecológicos y tecnológicos.
Como el resto de los sistemas de transportes, los aeropuertos y los puertos marítimos también fueron privatizados durante el sexenio de Carlos Salinas de Gortari. Además de numerosas pistas de aterrizaje distribuidas en todo el territorio nacional, México cuenta con varios aeropuertos internacionales y nacionales. Entre los primeros, los más importantes por el nivel de personas que los utilizan y el tráfico aéreo, son el Aeropuerto Internacional de la Ciudad de México y el Aeropuerto Internacional de Toluca proyectados como aerópolis o esquemas franceses de urbanismo.